# Naginata

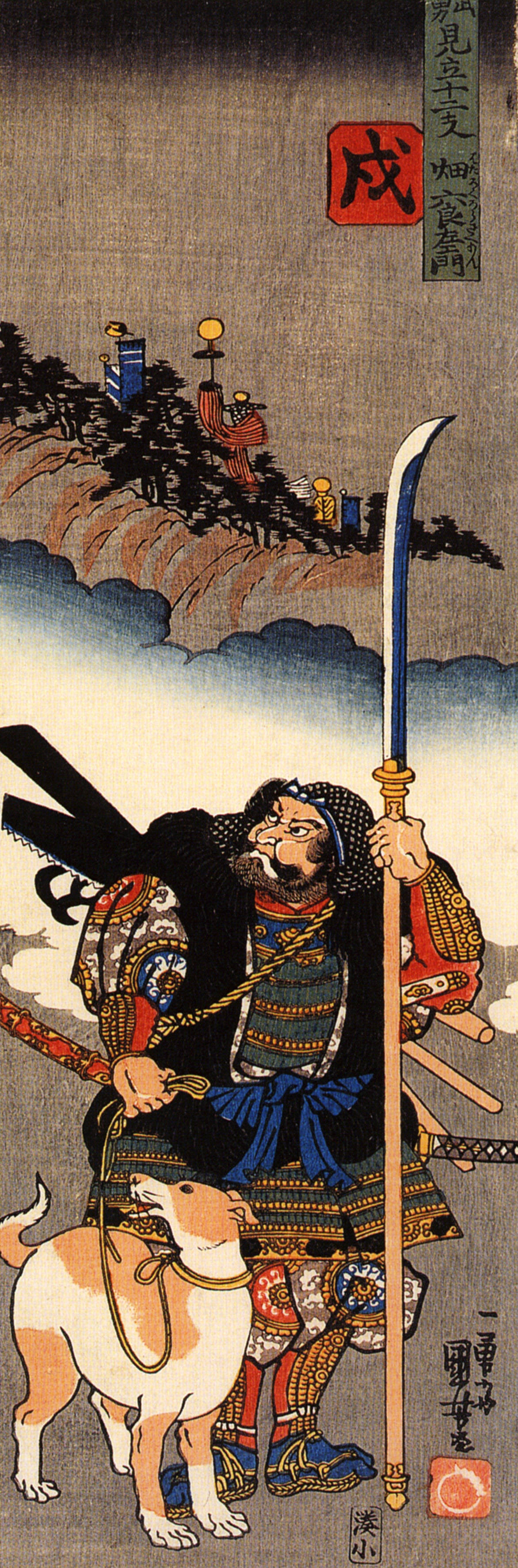
Un samurái portando una naginata.

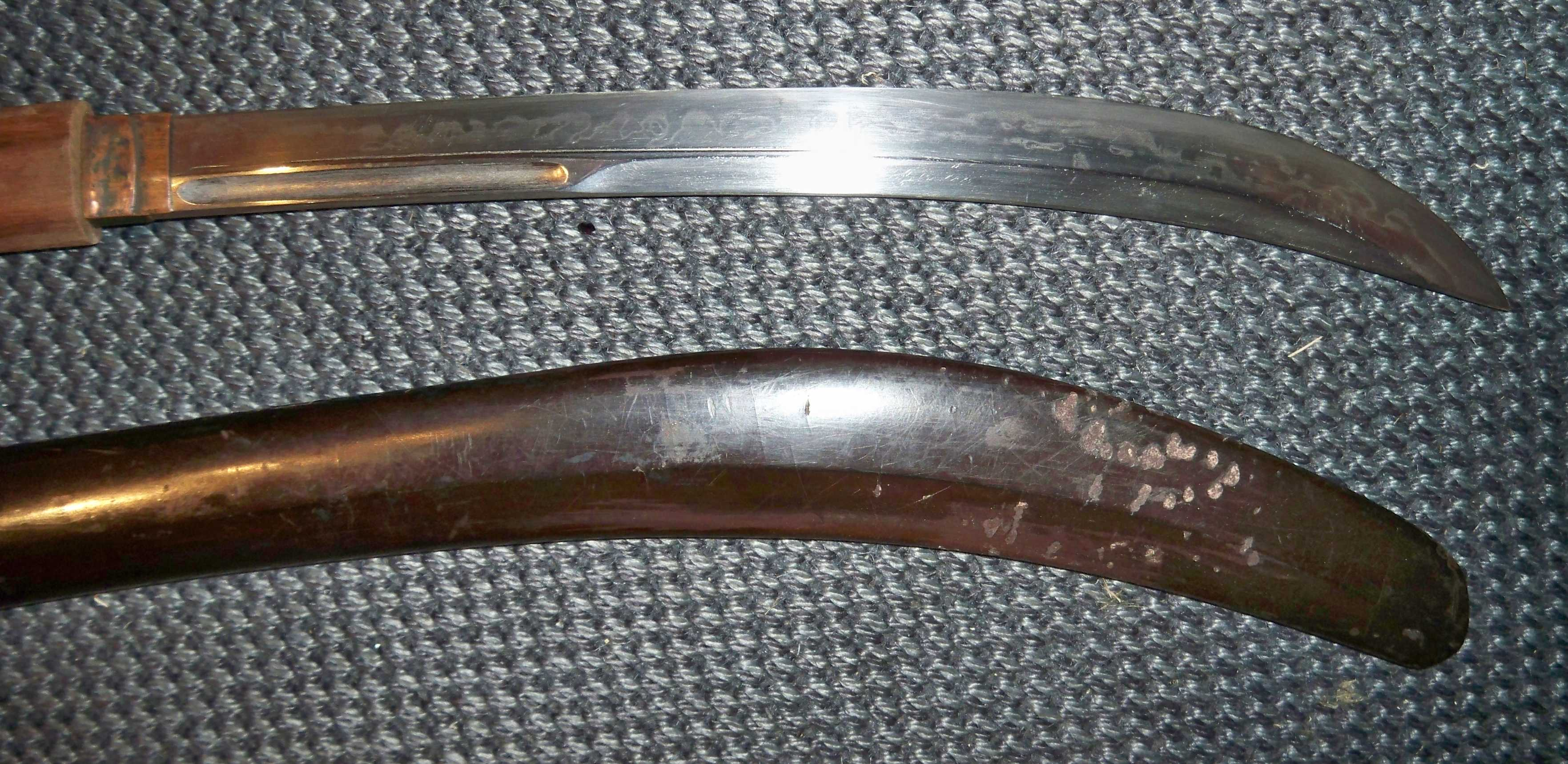
Naginata original hecha de acero y naginata réplica para prácticas hecha de madera.

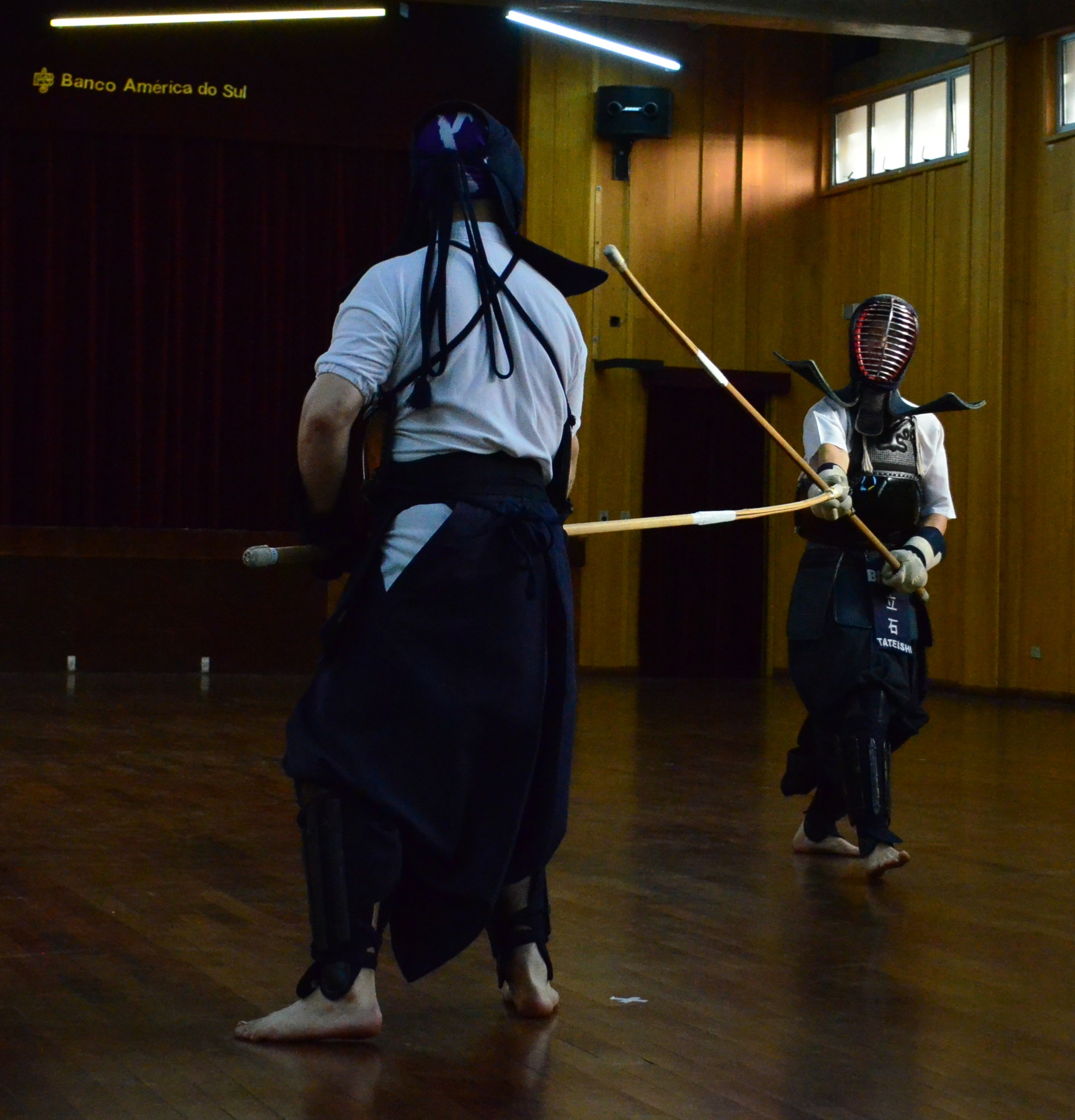
Shiai

La naginata (なぎなた, 薙刀) es un arma de asta y una de las muchas variedades de hojas japonesas de fabricación tradicional (nihonto). La naginata fue utilizada originalmente por la clase samurái del Japón feudal, así como por los ashigaru (soldados de infantería) y los sōhei (monjes guerreros). La naginata es el arma icónica de la onna-musha, un tipo de guerrera perteneciente a la nobleza japonesa.

## Descripción
A pesar de que en ocasiones se la compara con una alabarda o un archa europea, esta comparación dista mucho de la realidad de los fines para los cuales fueron desarrolladas estas armas, pues la naginata es un arma de corte, mientras que una alabarda o un archa se asemejan más a un hacha con una larga asta y una punta al final. Las dimensiones peso y proporciones de estas armas son tan distintas que no pueden ser equiparadas.
Como arma militar la naginata fue muy importante en los campos de batalla, donde en un principio era llevada por la infantería para defenderse de la caballería, aunque en periodos más tardíos de la historia de Japón fue adoptada también por combatientes a caballo. La técnica de combatir con la naginata se llama naginatajutsu y, está presente en muchos estilos de koryū budō (o kobudō).
Fue después de la Segunda Guerra Mundial donde surgió el Atarashii Naginata (lit. “nueva naginata”), una modalidad marcial moderna (gendai budō) de cuño deportivo, que se creó con base en el Naginatajutsu, de forma análoga al desarrollo del kendo (modalidad moderna) a partir del kenjutsu (forma samurái de combatir con la espada).

## Historia
Históricamente el uso en batalla de la naginata corresponde al fin del período Heian. Donde fue usada primeramente por los Sōhei (monjes guerreros) y los Yamabushi (monjes de la montaña), extendiéndose entre los clanes samurái y los ashigaru (soldados campesinos). El arma militar era robusta. Su hoja curva, tenía generalmente una longitud de entre 30 a 60 cm. aunque existen tipos de naginata de más de un metro. La hoja estaba unida a un asta hecha principalmente de roble, la cual tenía un largo de 120 a 240 cm. La culata del asta, llamada ishizuki, era una parte muy importante de la naginata. Estaba hecha de metal y se usaba para golpear o aporrear a los enemigos. 
Con el tiempo, la forma japonesa de combatir en los campos de batalla fue modificándose. Durante el período Sengoku, el Yari (lanza), más fácil de utilizar y de mayor alcance, tomó el lugar de las naginatas, que pasaron a utilizarse raramente en el campo de batalla. En este mismo periodo, el Naginatajutsu pasó a ser practicado por las damas de familia samurái, como forma de defensa, en el turbulento periodo de guerras.
En el período Edo, la naginata se convirtió en un símbolo de estatus social para las mujeres de las familias samurái. Eran pasadas de madres a hijas y, con frecuencia, formaban parte de los dotes matrimoniales. Muchas escuelas de artes marciales de este período mantenían en su currículum al Naginatajutsu, aunque casi ninguna se especializó únicamente en ella, sino más bien era un componente secundario en esos sistemas.
El Naginatajutsu, junto a otras artes marciales, cayó en desuso debido a la occidentalización producida después de la restauración Meiji. Pero el fuerte crecimiento de la identidad nacional japonesa en la década de 1890 produjo una revalorización en las artes marciales tradicionales. En 1895 se fundó la Dai Nihon Butokukai con la intención de promover las artes marciales en Japón; la cual instauró, en 1904, una división dedicada al uso de la naginata.
Durante la década de 1900, el Naginatajutsu empezó a ser enseñado en escuelas públicas y universidades para mujeres. A partir 1913 se permitía que las escuelas medias y superiores la eligieran como materia regular, hasta que 1936 se volvió una materia escolar obligatoria para el género femenino.
Las fuerzas aliadas, después de la rendición japonesa en el fin de la Segunda Guerra Mundial, prohibieron las artes marciales en el país. El entrenamiento se iría reinstalando paulatinamente, hasta que en 1955 se formó la Federación Naginata de Todo Japón (en inglés: All Japan Naginata Federation, AJNF). Se formó un comité especial para desarrollar un nuevo estilo de Naginatajutsu, que se diferenciara notablemente del estilo tradicional, con el propósito de reintroducirlo en las escuelas públicas. Para ello, se desarrollaron nuevas técnicas, nuevas metodologías de entrenamiento y el nuevo estilo paso a convertirse en un deporte. En 1959, el gobierno japonés aceptó la propuesta y su entrenamiento fue autorizado en las escuelas superiores en adelante. Este nuevo sistema recibió el nombre de naginata escolar (gakko naginata), pero prontamente fue cambiado por Atarashii Naginata (nueva naginata) para resaltar las diferencias con el estilo tradicional.

## Naginatajutsu hoy día

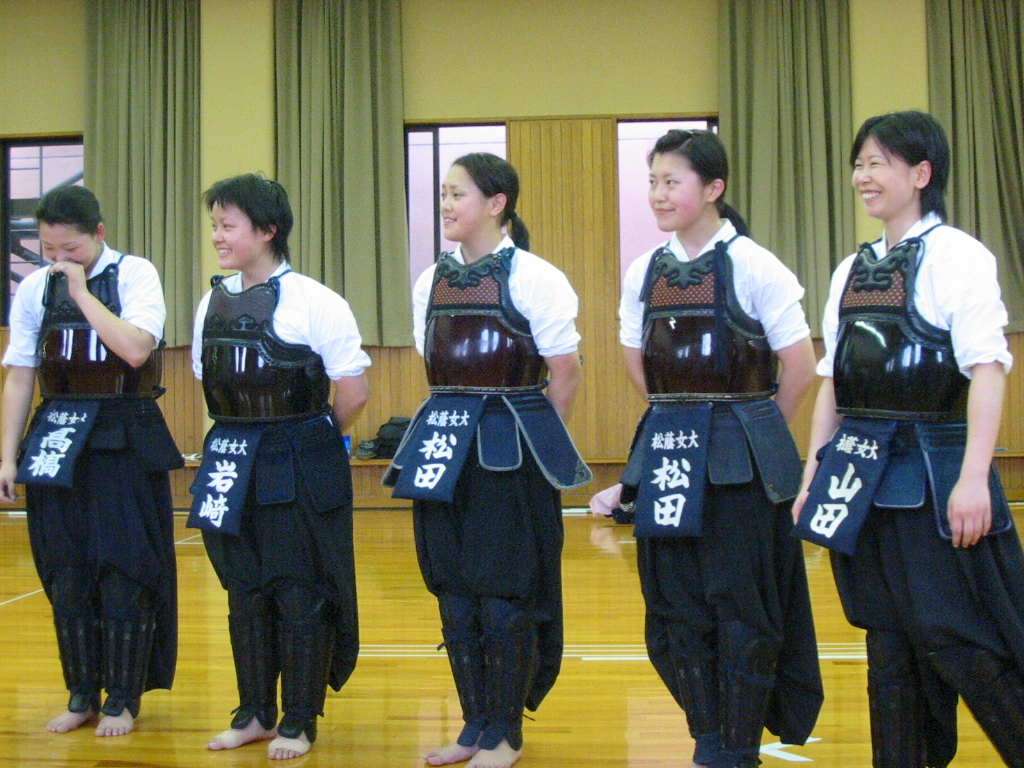
Estudiantes de la Kobe Shoin Women's University con la armadura moderna para Naginatajutsu, excepto los guanteletes y el casco.

Hay diversos estilos de Koryu Budo, que llegaron a nuestros días, con la naginata como parte de su entrenamiento. Entre los principales se pueden destacar Tenshin Shoden Katori Shinto Ryu, Suio Ryu, Tendo Ryu, Toda Ha Buko Ryu y Kashima Shinto Ryu.
En la mayor parte de estos estilos la naginata se practica apenas en forma de katas, utilizándose sustitutos de madera para las naginatas y las espadas.
En otros casos, se utiliza el bogu y naginatas de bambú especialmente adaptadas para complementar el entrenamiento de katas con combates, sin el riesgo de lastimarse seriamente durante la práctica.
En Latinoamérica la naginata se encuentra difundida en Brasil, Argentina, Chile, México y Uruguay. Bajo la supervisión de la Asociación Brasileña de Naginata, dirigida actualmente por Sensei Yasue Morita, miembro de la Federación Internacional de Naginata INF.

## Atarashii naginata

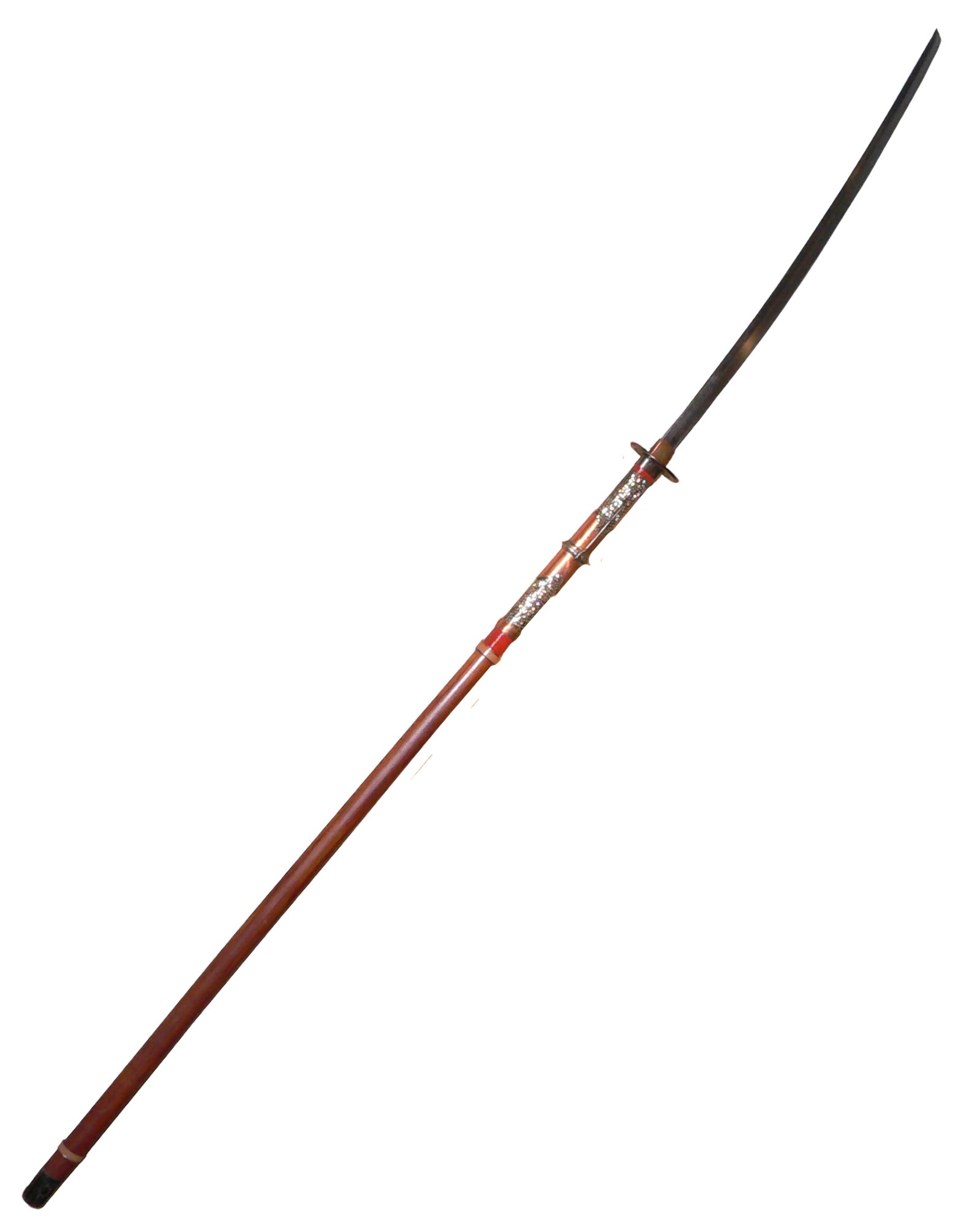
Naginata

El atarashii naginata presenta similitudes al Kendō, ya que ambos fueron creados a partir de antiguas artes marciales de Japón (el Naginatajutsu y el Kenjutsu respectivamente). Al igual que el kendo, el Atarashii Naginata, presenta una armadura(bogu) compuesta por un protector de cabeza y garganta (men), uno del tronco (do), otro que protege cintura e ingle (tare), guanteletes (kote) y protectores de las canillas (suneate); estos últimos no usados en el Kendō. De modo que la única parte del cuerpo que quedaría sin protección y sin vestir son los pies, pues se entrena y se combate descalzo.
Las normas y reglamentos del atarashii naginata son dictados por la Federación Internacional de Naginata – INF. Los practicantes se visten con protectores durante los entrenamientos de contacto y en los campeonatos.

## Galería

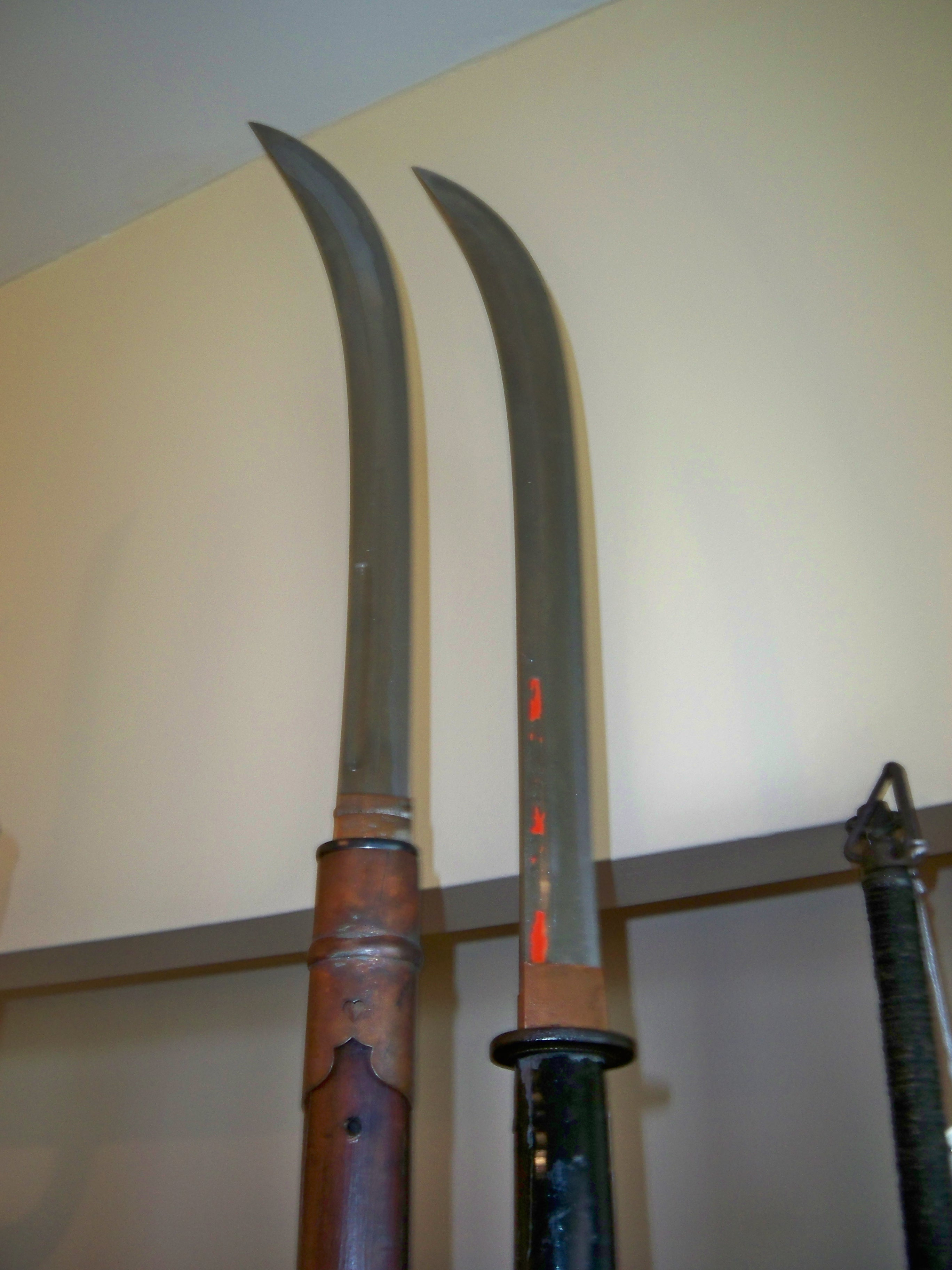
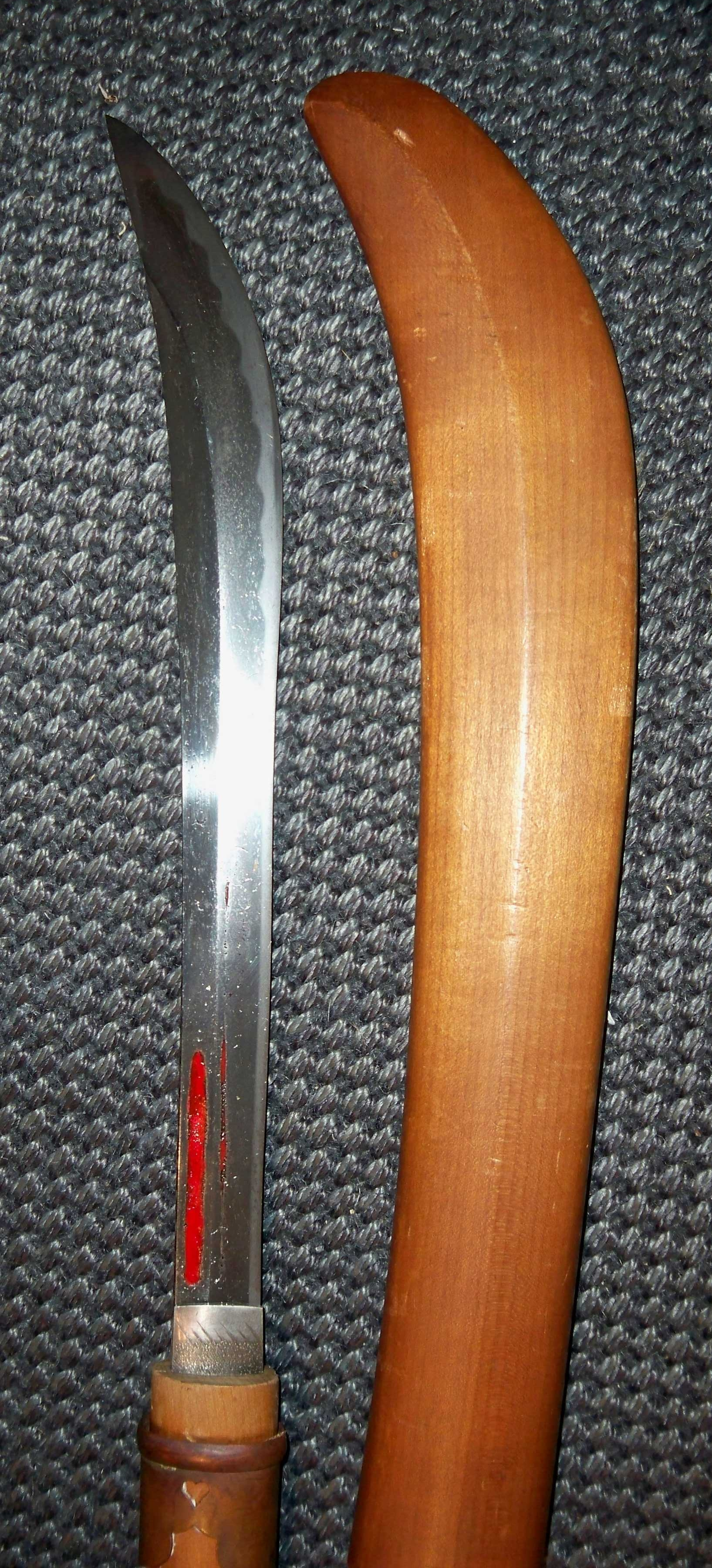
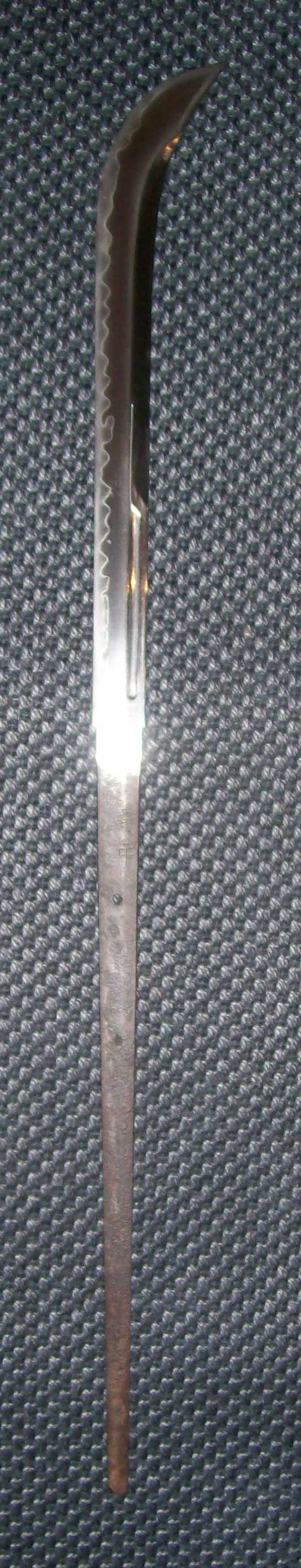
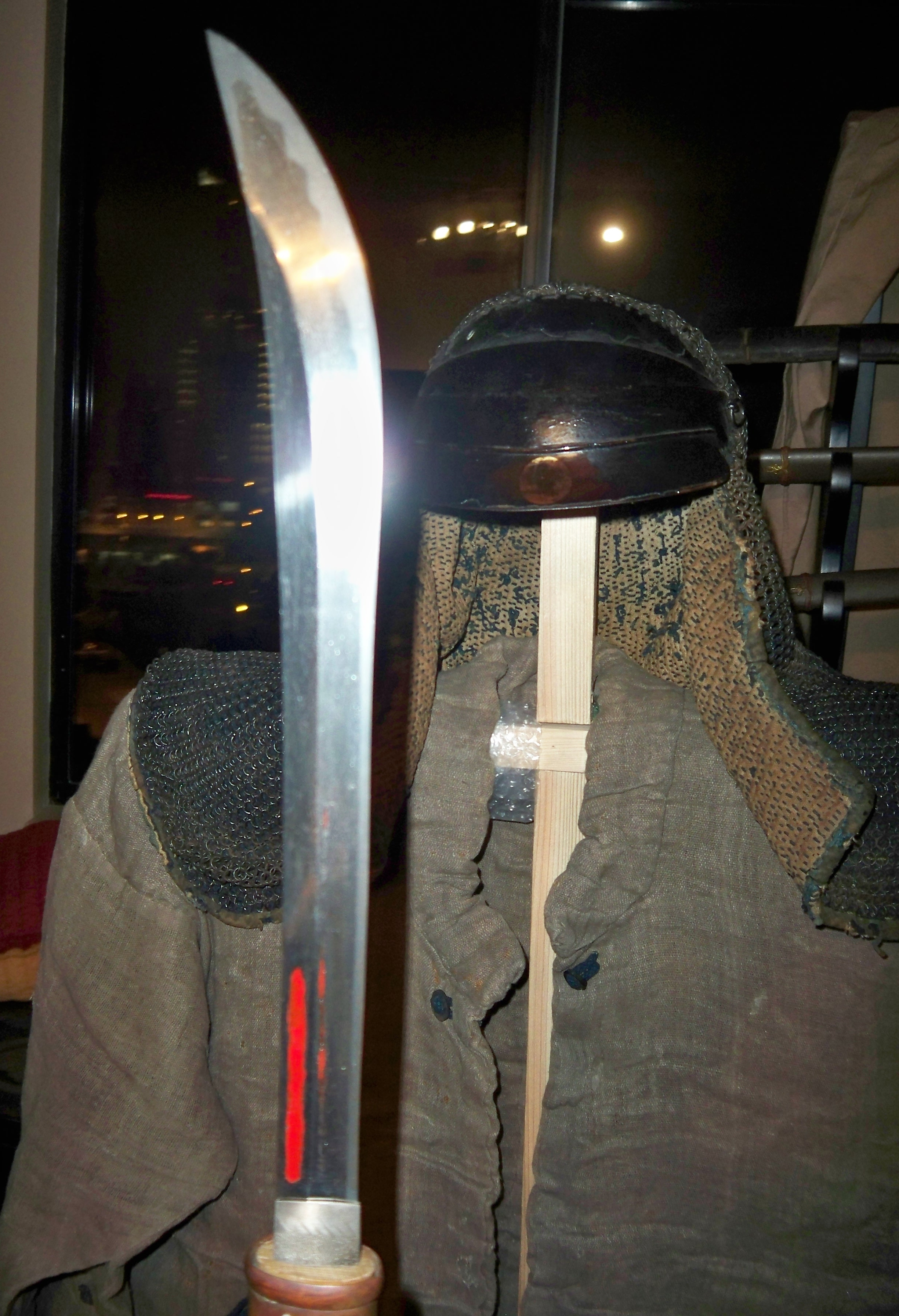